# Henryk Gotlib
Henryk Gotlib oder Henry Gottlieb (* 10. Januar 1890 in Krakau; † 30. Dezember 1966 in South Godstone, Surrey) war ein polnischer Maler, Bildhauer und Schriftsteller.

## Leben
Henryk Gotlib studierte an der Akademie der Bildenden Künste Krakau unter Wojciech Weiss sowie auf Wunsch seiner Eltern Rechtswissenschaft an der Jagiellonen-Universität in Krakau. Wegen des Antisemitismus seiner Kommilitonen verließ er Krakau nach zwei Jahren und ging nach Wien (1911–1913), anschließend nach München, wo er ab dem 27. April 1915 an der Akademie der Bildenden Künste München in der Zeichenschule Angelo Jank studierte. Beim Ausbruch des Ersten Weltkriegs meldete er sich freiwillig in der österreichischen Armee und war die meiste Zeit in der Presse-Abteilung in Warschau tätig. Im Jahre 1919 kehrte Gotlib nach Krakau zurück und wurde ein führendes Mitglied der polnisch-avantgardistischen Formisten-Bewegung.
Zwischen 1923 und 1929 lebte Gotlib in Frankreich, vor allem in Paris, und stellte seine Werke in dem Salon d’Automne, Salon de Tuileries und Salon des Indépendants aus. In den 1930er Jahren etablierte er sich als einflussreicher Schriftsteller und Lehrer in Polen. In den darauf folgenden Jahren lebte und arbeitete er in Italien, Griechenland und Spanien; und traf seine spätere Ehefrau Janet Marcham im Jahre 1938 während eines Besuchs in London. Im Spätsommer des Jahres 1939 reiste Gotlib durch Cornwall, als der Zweite Weltkrieg ausbrach, und blieb bis zu seinem Tod in England. Während seiner ersten Jahre in England gehörte er der Künstlergruppe London Group an, zu dessen Mitgliedern gehörten unter anderem Walter Sickert, Wyndham Lewis, Henry Moore, Vanessa Bell, Paula Rego und Paul Nash. In den 1940er Jahren unterrichtete Gotlib am College of Art in London und später als Dozent an der School of Art in Hampstead.

## Ausstellungen (Auswahl)
- 1921 Galerie Caspar, Berlin
- 1922 Galerie Van Gogh, Amsterdam
- 1926 Galerie Montparnasse, Paris